# Antonio Pisanello

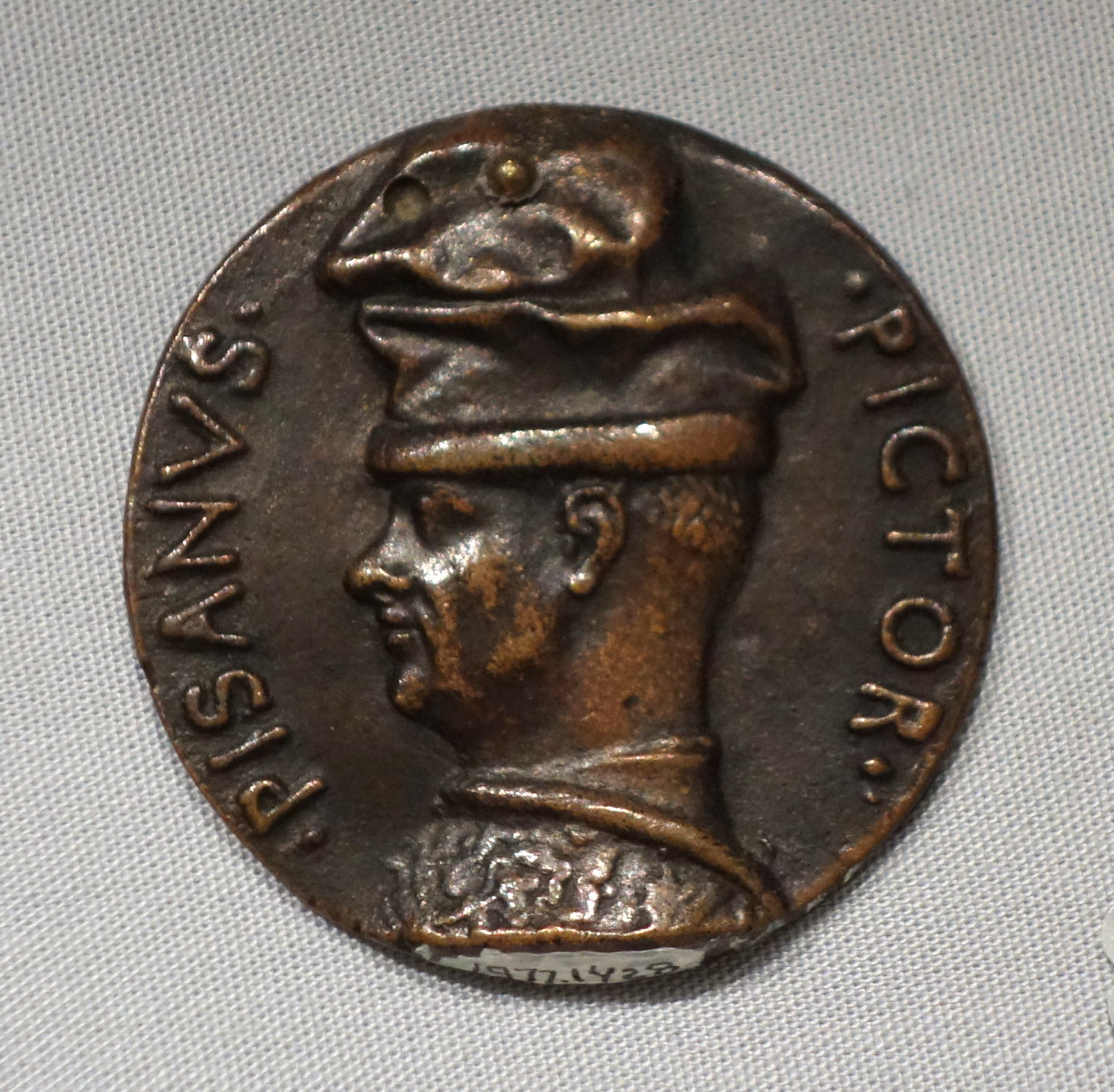
Pisanello, Medaille Antonio Marescotti zugeschrieben, um 1440

Antonio Pisanello (* 1395 in Pisa; † um 1455 in Rom), eigentlich Antonio di Puccio Pisano und manchmal auch als Vittore Pisano benannt, war ein Maler, Zeichner und Medailleur. Insbesondere mit seinen Bildnismedaillen wurde er zum Wegbereiter der Renaissance in Oberitalien.

## Leben
In den Jahren 1425/26 trat Pisanello am Hof von Mantua in die Dienste des damaligen Herzogs Ludovico Gonzaga. Er war danach in rasch wechselnder Folge tätig in Venedig, Verona, Rom, Ferrara, Rimini, Mailand, wieder in Mantua (Palazzo Ducale) und schließlich in Neapel (1448/9). Einen frühen Einfluss auf sein Schaffen kann man in Michelino da Besozzo sehen, während auch Gentile da Fabriano einen starken Eindruck auf ihn machte, dessen Fresken er in Venedig (Dogenpalast, Sala del Maggior Consiglio) und in Rom (San Giovanni in Laterano, 1431–32) weiterführen konnte.
Seine umfangreiche Medaillenproduktion, deren Vorbild antike Münzen waren, geht auf den lebendigen Umgang mit Humanisten an den Höfen der Herrscherfamilien der Malatesta (Rimini und Pesaro), Gonzaga (Mantua), Visconti (Mailand) und Este (Ferrara) zurück, die, neben einem Bildungsinteresse, dem antiken Beispiel der Repräsentation von Macht, Einfluss und historischer Bedeutung folgten.
An den Höfen waren auch die romantischen Ritterlegenden beliebt, wie etwa das Lancelot-Epos, das Pisanello 1445/47 als Hofmaler in Mantua in der sogenannten Sala del Pisanello mit Fresken illustrierte.
In den Jahren 1439/42, während der Feindseligkeiten zwischen Mailand und Venedig, hielt Pisanello sich in Mantua und Verona auf, das von den Truppen Gonzagas geplündert wurde. Aufgrund seiner Parteinahme wurde er in Venedig festgesetzt, kam aber bald wieder frei. Im Jahr 1449 hielt er sich nachweislich am Neapolitanischen Hof von König Alfons V. von Aragon auf.

Pisanello starb in Rom, vermutlich um den 31. Oktober 1455.

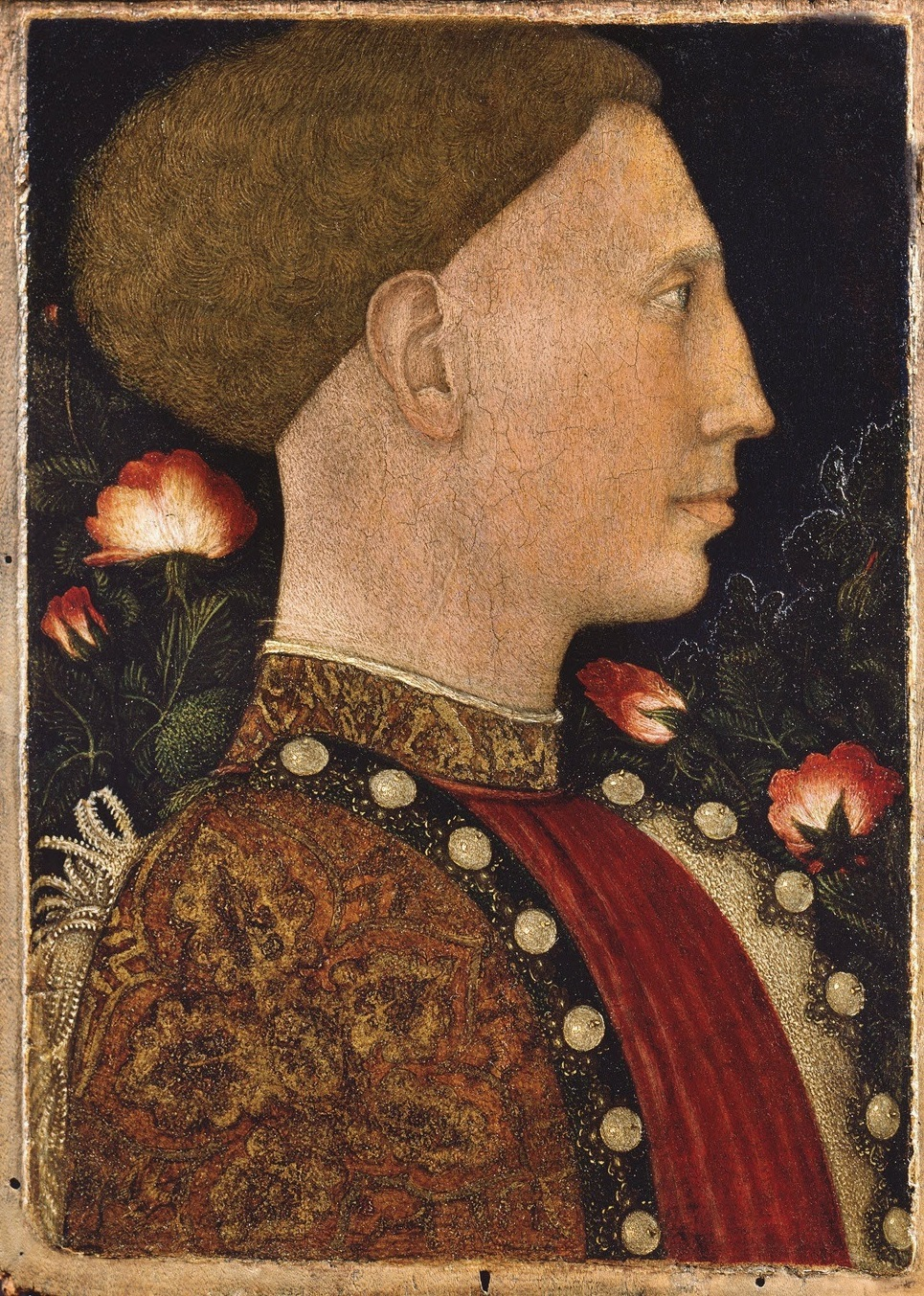
Pisanello – Porträt des Leonello d’Este (um 1441)

## Werk

Szene am Kapelleneingang zur Pellegrini-Kapelle in St. Anastasia, Verona

Pisanello schuf zahlreiche Fresken, die bis auf zwei jedoch alle zerstört sind. Die beiden noch erhaltenen und zum Hauptwerk des Künstlers zählenden Fresken sind in Verona zu sehen und gelten als seine Frühwerke. Es handelt sich dabei um eine Mariä Verkündigung in der Kirche San Fermo Maggiore und den Aufbruch des hl. Georg zum Kampf mit dem Drachen in der Kirche Sant’Anastasia al Palatino am Eingang zur Pellegrini-Kapelle. Pisanellos Kunstverständnis war das vom Übergang der Spätgotik mit dem Nachklang der höfischen Kultur hin zur Frührenaissance.
Neben zahlreichen Tafelbildern von Heiligenlegenden machte er sich vor allem auch durch seine Tiermalereien bekannt, die sich durch eine große Naturtreue auszeichnen. Berühmter wurde aber der Künstler dadurch, dass er, als einer der ersten, Schaumünzen mit Bildnissen modellierte und in Metall goss. Seine Werke sind in Museen in Bergamo, London, Paris und Wien zu sehen.
Der Codex Vallardi im Pariser Louvre ist ein Sammelband mit Zeichnungen Pisanellos, die in ihrer Qualität vergleichbar sind mit denen Leonardo da Vincis. In diesem findet sich der Großteil seiner erhaltenen Zeichnungen, die scharf und vielfältig die Wirklichkeit mit großer Genauigkeit erfassen. Besonders die Tier- und Bildnisdarstellungen zeigen Pisanello als einen genialen Schilderer des Individuellen.

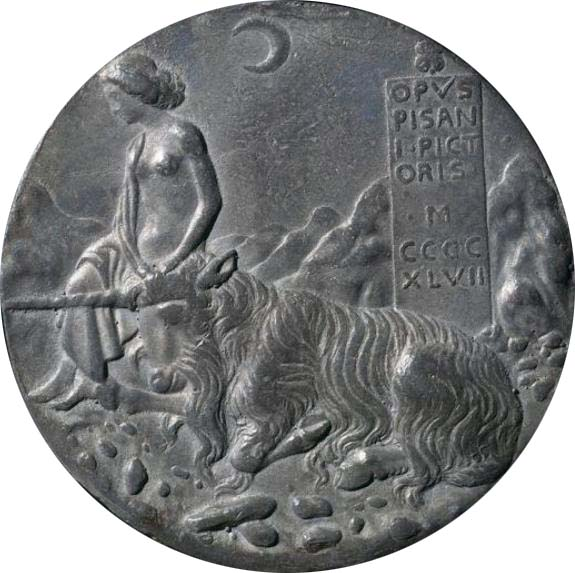
Bildnismedaille von Pisanello, verso Cecilia Gonzaga, (1447)

## Werke (Auswahl)
- Erscheinung der Jungfrau mit den Hl. Antonius und Georg, um 1445, 47 × 29 cm, Tempera auf Holz, London, National Gallery.
- Bildnis eines Mädchens. um 1433, Holz, 43 × 30 cm. Paris, Musée National du Louvre.
- Leonello d’Este, 1441, Holz, 28 × 19 cm. Bergamo, Galleria dell’Accademia Carrara.
- Maria erscheint den Heiligen Antonius und Georg, um 1441, Holz, 47 × 29 cm. London, National Gallery.
- Vision des Heiligen Eustachius, Holz, 55 × 65 cm. London, National Gallery.